# 劉營廣東會館
劉營廣東會館位於四川省綿陽市三台縣，文物遺址年代判定為清。2012年7月16日公佈為第八批四川省文物保護單位。
劉營廣東會館位於四川省綿陽市三台縣劉營鎮正街79號，建築坐西向東，平面呈長方形，由門樓、戲樓、南北觀戲樓、正殿、回廊、後殿組成，戲樓為1858建造。主要建築居中軸線上，次要建築兩側對稱分佈，建築面積1140余平方公尺，占地面積約2300平方公尺，整個建築呈縱向雙四合院佈局。其建築特點融合了廣東地區殿堂式的風格和川西北地區傳統民居建築構件的特色，形成了獨具一格的建築風貌，大大的增加了建築的文化內涵。是迄今為止川西北地區保存最為完整的廣東會館。該會館是當時外來廣東籍客家人捐資修建，為當時川西北地區客家人聚居中心，這對研究川西北地區客家文化傳播與發展具有重要價值。1999年，劉營廣東會館被三台縣人民政府公佈為縣級文物保護單位；2009年，綿陽市人民政府公佈為市級文物保護單位。